# Tống Trân Cúc Hoa
Tống Trân Cúc Hoa (chữ Hán: 宋珍菊花) là một truyện thơ Nôm Việt Nam, khuyết danh, gồm 1.689 câu lục bát, xuất hiện vào khoảng từ giữa thế kỷ 18 đến đầu thế kỷ 19.

## Cốt truyện
Tống Trân vốn là con cầu tự, khi chàng lên ba thì cha mất, nhà lâm cảnh nghèo khó. Tám tuổi, chàng phải dắt mẹ đi xin ăn. Một hôm, Tống Trân đưa mẹ tới một ngôi nhà quý phái, Cúc Hoa (con gái nhà này) thương tình đem gạo ra cho và sinh lòng yêu thương Tống Trân. Không cản ngăn được, cha Cúc Hoa đuổi nàng ra khỏi nhà. Cúc Hoa đi theo Tống Trân, lấy chàng làm chồng. Kể từ đó, Cúc Hoa vừa lo phụng dưỡng mẹ chồng, vừa lo cho chồng ăn học.
Đến kỳ, Tống Trân lên kinh thi và đỗ Trạng nguyên. Nhà vua muốn gả con gái cho tân trạng, nhưng bị chàng khước từ. Công chúa sinh lòng thù ghét, xui cha cử Tống Trân đi sứ sang nước Tần. Sang bên ấy, Tống Trân bị vua Tần khinh ghét vì là sứ giả của "An Nam tiểu quốc", đặt ra nhiều điều để hãm hại. Nhưng nhờ tài ba, trí tuệ, chàng đã vượt qua mọi thử thách, và xử thành công nhiều vụ án rắc rối. Vua Tần từ chỗ khinh ghét chuyển sang mến phục, phong Tống Trân làm Lưỡng quốc Trạng nguyên và định gả công chúa cho, nhưng chàng từ chối.
Trong khi đó, Cúc Hoa ở nhà một dạ nuôi mẹ, chờ chồng. Được 7 năm, cha nàng thấy Tống Trân không về nên ép nàng lấy viên Đình trưởng trong làng. Cúc Hoa không nghe, bị cha nhốt lại, đánh đập tàn nhẫn và bắt mẹ Tống Trân phải xuống ở trong chuồng trâu. Quá đau khổ và để thủ tiết với chồng, Cúc Hoa đến núi Sơn Vi định quyên sinh. Thần Sơn Tinh thấu rõ tình cảnh, hóa phép thành mãnh hổ sang nước Tần để đưa thư của Cúc Hoa cho chồng. Tống Trân dâng bức thư ấy lên vua Tần, nhà vua cho chàng về nước trước kỳ hạn.
Bấy giờ, thời gian ba năm ở rể của Đình Trưởng cũng đã hết, cha Cúc Hoa bèn tổ chức đám cưới thật linh đình. Giờ phút cuối, Cúc Hoa định quyên sinh thì Tống Trân xuất hiện, đám cưới tan vỡ. Mẹ con, chồng vợ gặp lại nhau xiết bao mừng tủi, còn cha Cúc Hoa thì bị vạch mặt nhục nhã.
Quá thương yêu Tống Trân, công chúa nước Tần xin với vua cha sang nước Việt để gặp chàng. Ra đến biển, thuyền gặp bão lớn, công chúa bị sóng đánh trôi dạt vào bờ, được hươu nai cứu sống rồi nuôi nấng. Tống Trân đi săn trong rừng gặp công chúa nước Tần rồi đưa nàng về nhà. Cúc Hoa vui lòng để Tống Trân cưới thêm công chúa làm vợ thứ .

## Nhận xét
- Nguyễn Phương Chi:

Tác phẩm Tống Trân Cúc Hoa lên án những thế lực tàn bạo đã ngăn cản, chà đạp lên tình yêu; đồng thời ngợi ca tấm lòng son sắt kiên trinh, ý chí phấn đấu vì hạnh phúc, vì tình yêu của những con người biết chống lại những thế lực vừa nêu và những lễ tục khắc nghiệt. Bên cạnh đó, Tống Trân Cúc Hoa còn là câu chuyện đi sứ, phản ánh mối bang giao phức tạp giữa Việt Nam và Trung Quốc. Ngoài ra, tác phẩm cũng đã xây dựng tương đối thành công một số mẫu người Việt Nam truyền thống, đặc biệt là người phụ nữ với tâm hồn phong phú và đặc sắc.
Về mặt nghệ thuật, Tống Trân Cúc Hoa là câu chuyện thuần túy Việt Nam. Khác với nhiều truyện Nôm khác, truyện này hầu như không sử dụng điển cố hoặc từ Hán Việt, nhưng lại sử dụng khá nhiều "môtíp" của truyện dân gian Việt Nam. Ngôn ngữ trong truyện cũng rất giản dị, rất gần lời ăn tiếng nói của con người bình dân. Thế nhưng, mạch đi của truyện còn rườm rà, do kết cấu chưa thật chặt chẽ, ngôn ngữ quá đơn giản, thiếu trau chuốt, chưa phải là thứ ngôn ngữ giàu nhạc điệu, hình ảnh. Mặc dù vậy, truyện vẫn được quần chúng lúc bấy giờ yêu thích và phổ biến rộng rãi.
Từ điển bách khoa Việt Nam:
Tống Trân Cúc Hoa đề cập những chủ đề quen thuộc: tình nghĩa vợ chồng thủy chung; tài ba, trí tuệ và lòng dũng cảm của những người chân chính; thói tham lam của danh vọng tiền tài của tầng lớp trưởng giả. Điểm đặc sắc là sự kiện và nhân vật phần nào có tính chân xác lịch sử: theo tục truyền cũng như theo một số sử sách cũ và di tích, thì Tống Trân là nhân vật có thật. Chàng là người làng Gầu (xã An Đô, huyện Phù Dung xưa) (nay lấy tên là làng An Cầu xã Tống Trân) bên bờ Sông Luộc, huyện Phù Cừ, tỉnh Hưng Yên. Làng Phù Oanh và làng An Cầu cùng huyện nay vẫn có đền thờ Tống Trân, Cúc Hoa .

## Thông tin thêm
Nhà hát Chèo Hà Nội đã tiến hành dựng lại vở chèo cổ "Tống Trân - Cúc Hoa" và cho ra mắt khán giả tại Nhà hát lớn Hà Nội vào 2 ngày (12 và 13 tháng 5 năm 2010). "Tống Trân - Cúc Hoa" bản cổ của kịch tác gia Hà Văn Cầu đã được Nghệ sĩ Nhân dân Doãn Hoàng Giang dàn dựng lại, vẫn giữ nguyên bản về nội dung và thông điệp. Tham gia vở diễn này là diễn viên Đoàn 3 - Nhà hát Chèo Hà Nội. Hai diễn viên chính đảm nhiệm vai Tống Trân và Cúc Hoa là Duy Nguyễn và Tuyết Hoa.

## Sách tham khảo
- Nguyễn Phương Chi, mục từ "Tống Trân Cúc Hoa" trong Từ điển văn học (bộ mới). Nhà xuất bản Thế giới, 2004.
- Thanh Lãng, Bảng lược đồ văn học Việt Nam (Quyển Thượng). Nhà xuất bản Trình bày, Sài Gòn, không ghi năm xuất bản.